# Josvainiai
Josvainiai (pronuncia Yosvayñay) es una pequeña localidad en el centro de Lituania, diez kilómetros al suroeste desde Kėdainiai. Josvainiai es cabecera de un partido local. Hay una iglesia católica, escuela secundaria, biblioteca. El río Šušvė pasa la localidad. Hay 1.545 habitantes (censo 2001).
- Datos: Q1663750
- Multimedia: Josvainiai / Q1663750